# Немања Радошевић
Немања Радошевић (Нови Сад) српски је певач.
Немања је годинама био популарни клупски певач у Београду и Новом Саду и певао је на разним концертима и догађајима. Бави се музиком већ 20 година. Учествује на ПЗЕ '24 са песмом Јутра без тебе аутора Саше Милошевића. Осим Саше, сарађује и са Саром Милутиновић и Леонтином. Претходно се пријавио и за П3Е '23, али песма није одабрана за такмичење. Наступао је као гост на концертима Тијане Богићевић, Лепе Брене и Бијелог дугмета. Године 2024. најављује свој први албум.

## Дискографија

### Синглови
- Вук (2023)
- Прстима (2023)
- Јутра без тебе (2024)
- Траг у времену (2024)

### Обраде
- Лоше ти стоји (2022)
- Још увијек сањам да смо заједно (2023)
- Леђа о леђа (2023)
- Зар мало то је (2023)
- Један добар разлог (2023)

## Фестивали
Песма за Евровизију '24:
- Јутра без тебе, 2024

Београдско пролеће:
- Траг у времену, награда за аранжман, 2024